# Campionati mondiali di pattinaggio di velocità sprint 2020
I Campionati mondiali di pattinaggio di velocità sprint 2020 si sono svolti al Vikingskipet di Hamar, in Norvegia, dal 28 al 29 febbraio 2020.

## Medagliere
| Pos.   | Nazione       | Oro | Argento | Bronzo | Totale |
| ------ | ------------- | --- | ------- | ------ | ------ |
| 1      | Giappone      | 2   | 1       | 0      | 3      |
| 2      | Canada        | 0   | 1       | 0      | 1      |
| 3      | Corea del Sud | 0   | 0       | 1      | 1      |
| 3      | Russia        | 0   | 0       | 1      | 1      |
| Totale | Totale        | 2   | 2       | 2      | 6      |

## Podi
| Eventi             | Oro              | Prestazione | Argento          | Prestazione | Bronzo          | Prestazione |
| Maschile dettagli  | Tatsuya Shinhama | 137.465     | Laurent Dubreuil | 137.700     | Cha Min-kyu     | 138.425     |
| Femminile dettagli | Miho Takagi      | 148.870     | Nao Kodaira      | 150.150     | Ol'ga Fatkulina | 150.430     |